# Tomasz Kazimierz Sapieha
Tomasz Kazimierz Sapieha (ur. 1621, zm. 30 marca 1654 pod Białym Kamieniem) – oboźny wielki litewski. 

## Życiorys
Był synem Fryderyka, podkomorzego włodzimierskiego, bratem Jana Fryderyka, Krzysztofa Franciszka i Aleksandra Kazimierza.
Uczył się w kolegium jezuitów w Lublinie, w 1635 zapisał się do Akademii Krakowskiej, po czym z bratem Janem Fryderykiem wyjechał do Włoch na uniwersytety w Bolonii i Padwie. Podróżował także po Niemczech, Francji i Anglii.
22 kwietnia 1646 roku poślubił kalwinistkę Zofię z Dorohostajskich (1632-1653) córkę Władysława i Elżbiety z Samson Podbereskich (córka Jerzego), która pod jego i matki wpływem przeszła na katolicyzm. Z jej ręką otrzymał ogromne dobra Dorohostajskich na Litwie i Wołyniu. Dobra te w mocno zadłużył.
W 1648 powierzono mu rotmistrzostwo chorągwi husarskiej. W tym samym roku brał udział w asyście wojskowej poselstwa Adama Kisiela do Chmielnickiego. Brał udział w bitwie pod Piławcami. W roku 1649 przebywał pod Zborowem, gdzie został mianowany oboźnym litewskim. W 1650 otrzymał chorągiew kozacką, na czele której walczył w bitwie pod Beresteczkiem, gdzie został dwukrotnie ranny.
Zmarł 30 marca 1654 w obozie wojskowym pod Białym Kamieniem z powodu choroby. Jego małżeństwo było bezdzietne.